# Участок 24 км
Уча́сток 24 км (рос. Участок 24 км) — селище у складі Заводоуковського міського округу Тюменської області, Росія.
Населення — 5 осіб (2010, 7 у 2002).
Національний склад станом на 2002 рік:
- росіяни — 100 %